# 한자 부활
한자 부활(漢字復活)은 원래 한자 문화권에 있으면서 한자 폐지론에 따라 일단 한자를 파기한 나라가 한자를 다시 쓰는 것을 가리킨다. 일본에서는 한자 폐지 운동은 있었지만 새 한자에 따른 한자 제한까지 세워 표면화되지 않았고 여전히 한자와 혼용하고 있다.  반면 베트남·북한에서는 오래전에 한자를 폐지하였는데 이 가운데 한국에서는 한자를 부활하려는 일부의 움직임도 있다.

## 대한민국
대한민국은 정부수립 직후 1948년에 한글 전용법을 제정하여 "대한민국의 공용문서(共用文書)는 한글로 쓴다. 다만, 얼마 동안 필요한 때에는 한자를 병용할 수 있다." 라고 정했다. 이 때문에 공문서나 교과서에서 한자 사용은 한글과 한자의 병용방식으로 제한되었다.
또, 제3공화국(1968년 ~ 1972년)때, 정부가 한자 교육을 추방하고, 언론에도 한글 전용을 강하게 요구하는 등의 한자 배척 정책을 진행했다. 이 때, 한자 존속을 주장한 대학 교수가 강제 퇴직되는 사건도 일어났다. 이 사건에 대하여 학계와 언론계가 정면에서 반대 운동을 전개하여, 중등 교육에서 한문 교육은 용인되게 되었지만, 이후에도 한자 교육에 대한 관심은 여전히 낮았다.
그러나 1990년대 후반 이후, 일부에서 한자 존속의 주장이 강해지자, 한자를 이용하는 외국인 관광객의 편리를 이유로 도로 표지와 지명 표기에 한자가 병기되는 경우도 있었으나 중국식 한자 및 일본식 한자를 사용하여 종종 한글한자 병기로 오인하는 경우가 있었다. 

1998년에는 한자 교육진흥회를 모태로 하는 전국한자교육추진총연합회가 결성되었다. 연합회장은 박정희 대통령 시절의 육참총장 출신인 이재전이었다.
전국한자교육추진총연합회는, 다음과 같은 주장을 하였다.
- 한자는 동양의 공통어이다.
- 한국어라도 일본어 같은 수준으로 한자를 사용해야 한다.
- 초등학교에서의 한자교육을 의무화한다.

이에 대해 교육인적자원부는 한글 전용파의 주장을 고려하여 요구를 받아들이지 않았다.
2005년에는 국어 기본법이 제정되어 공문서에서 한자의 괄호안 사용은 대통령령이 정하는 경우로 한정되었다.
서울특별시 강남구에서는 구 교육청이 주도하여 구내의 초등학교에 한자 교육을 의무화했다. "동음이의어의 의미를 알 수 있게 되었다" 며 어린이들은 호평을 했다고 전했지만 한글 학회는 "한글은 세계에 자랑하는 과학적 문자", "한자는 특권층의 반민주적 문자", "한글 전용으로 불편을 느끼는 한국민은 없다"라고 한자 교육 강화에 반대하는 태도를 보였다.
정부는 "한자를 가르치라고는 말하지 않고, 가르치지 말아라 라고도 말하지 않는다" 며 폐지와 존속 어느 쪽에도 편을 들지 않는 입장이다. 즉, 한자 부활의 문제는 정치 문제가 아니라 어디까지나 국민 개인의 문제라는 게 정부의 입장. 그 때문에, 초등학교에서 교장 재량으로 한자를 가르치는 것은 허용되고 있지만, 한자 교육에 소극적인 교장은, 자유재량 시간을 컴퓨터와 태권도같은 시간에 충당하고 있다. 적극적인 교장도 시중에 나와있는 교재로 한자 교육을 실시하고있다. 때문에 어떤 학교 출신인가에 따라 한자 능력에 차이가 나기도 한다. 이렇게 된 배경은, 현재 교육 현장의 최일선에 있는 세대부터가 한자 교육을 가장 덜 받은 세대라서 한자교육에 적극적이지 않다는 사정도 있다. 이것이 또한 한자가 부활하기 어려운 이유 중의 하나다.
대학에서는, 학부별로 학장의 재량에 따라 졸업 자격에 한자 시험의 자격이 요구되는 경우가 있다.  그 수준은 대학마다 다르며  대체로 2급(2000-2800글자)에서 3급(1000-1800글자)이 통과에 필요한 한자수이다. 현재, 한국에서 일상적으로 한자 혼용을 하는 출판물은 고전한문 관계의 서적을 제외하면 법학서적 정도이다.

## 조선민주주의인민공화국
조선민주주의인민공화국에서는 김일성이 "한자를 사용할 필요는 없다. 그러나 중국이나 일본, 남조선에서는 한자를 사용하고 있기 때문에 한자를 학습할 필요는 있다."고 말했다.
김일성의 생각에 근거하여, 1948년 정부수립 이래 한자 교육이 폐지되었다. 그러다 1968년에 고등 중학교의 교과에 한문 교육이 포함되었다. 그 자세한 내용에 대하여 확실한 정보는 없지만, 한국의 한자 부활론자의 주장에 따르면, 조선민주주의인민공화국이 이미  폐지했던 한자를다시 부활하여 존속시키는 것은 대한민국의 한문 교육보다 충실하기 위해서라고 한다.
조선민주주의인민공화국에서는 일반적으로 한자를 쓰지 않는다. 신문은 한글 전용이다.  대신 사람의 이름에서는 여전히 한자 단어가 쓰이고 있다. 인명이나 지명의 한자 표기는 외국어 표기로서 존재한다. 덧붙여 마오쩌둥으로부터 김정일에게 주어진 한시에는 간체자가 이용되었다.
1948년의 한자 폐지와 동시에 조선어에서 한자어를 고유어에 바꾸는 국어순화 운동이 대대적으로 행해졌고  1960년대부터 그 운동이 차츰 사라졌다.  
조선민주주의인민공화국의 조선어 어휘에서는 많은 한자어가 남아 있다.

## 베트남
17세기에 프랑스인 로마 가톨릭교회 선교사가 고안한 베트남어의 로마자 표기법이, 19세기 후반 프랑스 식민지화 이후 「쯔꾸옥응으(국어)」라는 이름으로 보급되었다. 1919년 과거제 폐지 이후 한문 사용이 줄어들면서 한자 사용도 차츰 줄어들었다. 1945년 베트남 민주 공화국이 성립된 북부에서는 공교육에서 한자 교육이 실질적으로 사라졌지만, 베트남 공화국이 통치하던 남부에서는 1975년까지 중등 교육에 「한문과」가 존속하고 있었다. 1960년대 후반의 베트남에서는 한자어를 고유 베트남말로 바꾸는 운동이 추진되었다.
현대의 베트남 사회주의 공화국에서, 한자 부활의 주장이 아예 없는 것은 아니다. 호치민시 국가 대학의 가오 스안 하오 교수(언어학)는 「언어학적으로 베트남어의 로마자 표기는 적절하지 않으며 한자와 쯔놈(字喃)을 버린 것은 문화적인 손실」이라며 중고등학교의 한자 교육의 의무화를 주장하기도 했다.

## 같이 보기
- 국한문혼용